# Музей мистецтв Цинциннаті
Музей мистецтв Цинциннаті (англ. Cincinnati Art Museum, скор. CAM) — один з найстаріших художніх музеїв США, який знаходиться в місті Цинциннаті, штат Огайо

## Історія

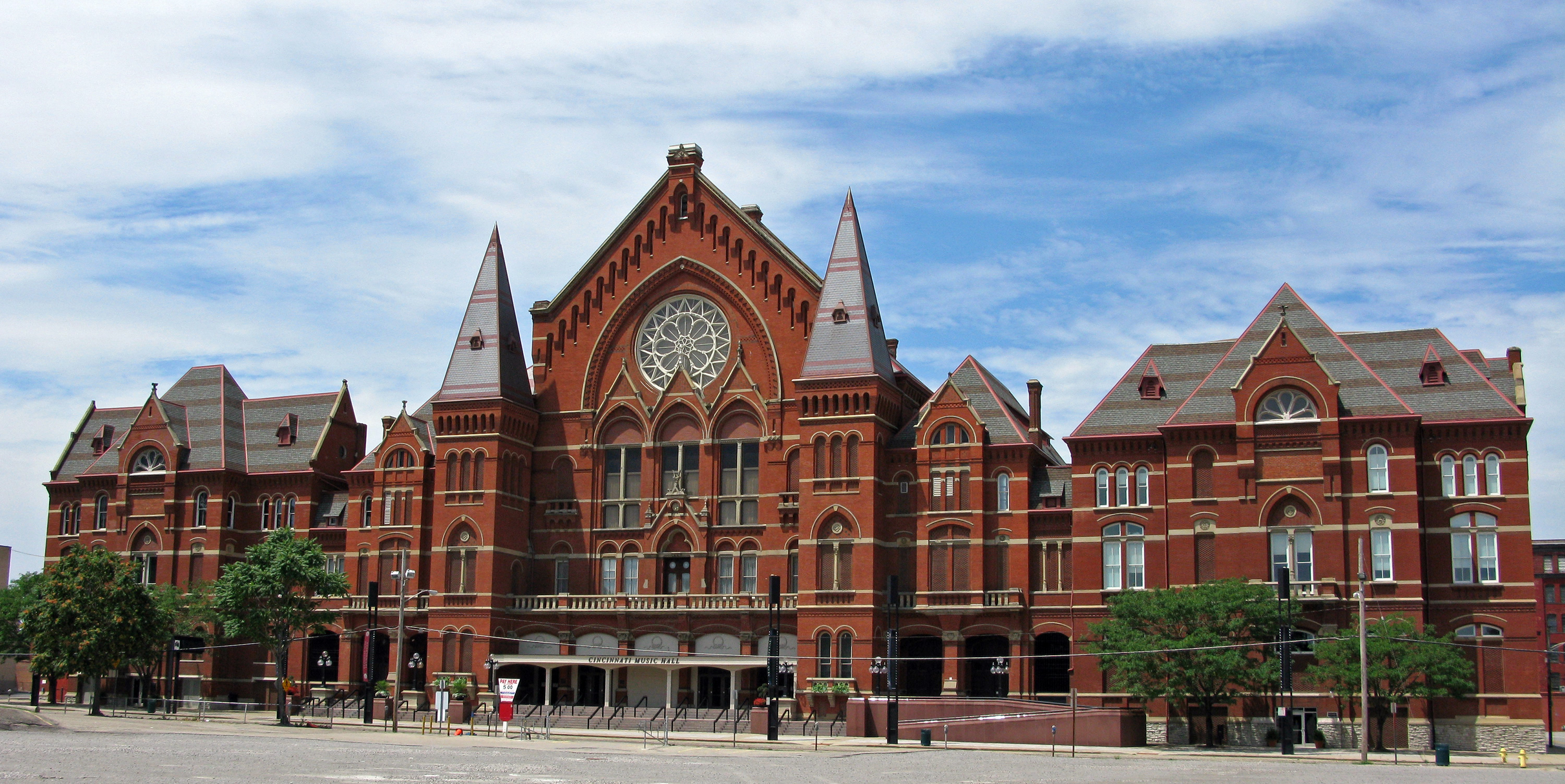
Будівля Music Hall в Цинциннаті

Заснований в 1881 році, це був перший спеціально збудований музей мистецтв західніше Аллегани. Його колекція з більш ніж 60000 робіт робить його одним з найбільш великих музеїв на Середньому Заході. Будівля в стилі романського відродження було спроектовано архітектором з Цинциннаті Джеймсом Маклафліном (англ. James W. McLaughlin) і було відкрито для публіки в 1886 році. За час свого існування музей ремонтувався і реконструювався.
Спочатку музей був розташований в південному крилі будівлі Music Hall в районі Over-the-Rhine Цинциннаті. 17 травня 1886 року пройшла святкова церемонія відкриття нової будівлі музею в цинциннатському Іден-парку (англ. Eden Park).
В 1907 році до музею було додане ще одне крило, в 1930-ті роки музей отримав відгорджене подвір'я. В 1940-х — поч. 1950-х років музей був реконструйований. В 1965 році було розширено крило будівлі Adams-Emery. В 1993 році відбулась інженерно-технічна реконструкція, яка покращила освітлення і клімат-контроль.
Музей відкритий для відвідувачів з вівторка по неділю з 11.00 до 17.00; закритий по понеділках. Вхід — вільний. Вартість паркування автомобіля — 4 долари.
Колекція музею має роботи видатних майстрів — Сандро Боттічеллі, Маттео ді Джованні, Коро, Ренуара, Піссарро, Моне, Пікассо і інших.